# Élections législatives de 1958 dans l'Isère
Les élections législatives françaises de 1958 se déroulent les 23 et 30 novembre 1958. Dans le département de l'Isère, sept députés sont à élire dans le cadre de sept circonscriptions.

## Élus
| Circonscription | Député élu       | Parti | Parti  |
| --------------- | ---------------- | ----- | ------ |
| 1re             | Aimé Paquet      |       | CNIP   |
| 2e              | Jean Vanier      |       | UNR    |
| 3e              | André Gauthier   |       | Radsoc |
| 4e              | Clément Bourne   |       | CNIP   |
| 5e              | Noël Chapuis     |       | MRP    |
| 6e              | Raymond Bouillol |       | CNIP   |
| 7e              | François Perrin  |       | CNIP   |

## Système électoral
Pour la première fois depuis 1936, les élections législatives ont lieu au scrutin uninominal majoritaire à deux tours dans des circonscriptions uninominales.
Est élu au premier tour le candidat qui réunit la majorité absolue des suffrages exprimés et un nombre de voix au moins égal au quart (25 %) des électeurs inscrits dans la circonscription. Si aucun des candidats ne satisfait ces conditions, un second tour est organisé entre les candidats ayant réuni un nombre de voix au moins égal à 5 % des suffrages exprimés. Au second tour, le candidat arrivé en tête est déclaré élu.
Le seuil de qualification, basé sur un pourcentage relativement faible des suffrages exprimés, tend à faciliter l'accès au second tour de plus de deux candidats. Les candidats en lice au second tour peuvent ainsi fréquemment être trois, un cas de figure appelé « triangulaire ». Lorsque quatre candidats s'affrontent au second tour, on parle de « quadrangulaire ».

## Résultats

### Résultats à l'échelle du département
| Parti          | Parti                                          | Premier tour | Premier tour | Second tour | Second tour | Sièges |
| Parti          | Parti                                          | Voix         | %            | Voix        | %           | Sièges |
| -------------- | ---------------------------------------------- | ------------ | ------------ | ----------- | ----------- | ------ |
|                | Centre national des indépendants et paysans    | 60 132       | 22,03        | 86 759      | 32,02       | 4      |
|                | Union pour la nouvelle République              | 29 523       | 10,82        | 42 550      | 15,70       | 1      |
|                | Modérés                                        | 8 736        | 3,20         | Retrait     | Retrait     | 0      |
|                | Divers droite (gaulliste)                      | 1 498        | 0,55         |             |             | 0      |
|                | Droite parlementaire                           | 99 889       | 36,59        | 129 309     | 47,73       | 5      |
|                |                                                |              |              |             |             |        |
|                | Parti communiste français                      | 55 493       | 20,33        | 65 106      | 24,03       | 0      |
|                | Section française de l'Internationale ouvrière | 41 416       | 15,17        | 20 686      | 7,63        | 0      |
|                | Mouvement républicain populaire                | 34 663       | 12,70        | 22 597      | 8,34        | 1      |
|                | Parti radical                                  | 28 395       | 10,40        | 33 247      | 12,27       | 1      |
|                | Extrême droite                                 | 7 051        | 2,58         | Retrait     | Retrait     | 0      |
|                | Centre républicain                             | 3 493        | 1,28         | Retrait     | Retrait     | 0      |
|                | Union des forces démocratiques                 | 2 291        | 0,84         | Retrait     | Retrait     | 0      |
|                | Divers                                         | 281          | 0,10         |             |             | 0      |
|                |                                                |              |              |             |             |        |
| Inscrits       | Inscrits                                       | 384 802      | 100,00       | 384 805     | 100,00      | 7      |
| Abstentions    | Abstentions                                    | 107 525      | 27,94        | 108 159     | 28,11       |        |
| Votants        | Votants                                        | 277 277      | 72,06        | 276 646     | 71,89       |        |
| Blancs et nuls | Blancs et nuls                                 | 4 305        | 1,55         | 5 701       | 2,06        |        |
| Exprimés       | Exprimés                                       | 272 972      | 98,45        | 270 945     | 97,94       |        |

### Résultats par circonscription

#### Première circonscription (Grenoble-Est)
| Candidat       | Candidat        | Parti          | Premier tour | Premier tour | Second tour | Second tour |  |
| Candidat       | Candidat        | Parti          | Voix         | %            | Voix        | %           |  |
| -------------- | --------------- | -------------- | ------------ | ------------ | ----------- | ----------- |  |
|                | Aimé Paquet élu | CNIP           | 16 713       | 46,28        | 23 767      | 70,44       |  |
|                | Paul Billat     | PCF            | 8 514        | 23,58        | 9 975       | 29,56       |  |
|                | René Maulin     | UNR            | 5 500        | 15,23        | Retrait     | Retrait     |  |
|                | Robert Silber   | SFIO           | 5 387        | 14,92        | Retrait     | Retrait     |  |
|                |                 |                |              |              |             |             |  |
| Inscrits       | Inscrits        | Inscrits       | 49 879       | 100,00       | 49 898      | 100,00      |  |
| Abstentions    | Abstentions     | Abstentions    | 13 262       | 26,59        | 14 836      | 29,73       |  |
| Votants        | Votants         | Votants        | 36 617       | 73,41        | 35 062      | 70,27       |  |
| Blancs et nuls | Blancs et nuls  | Blancs et nuls | 503          | 1,37         | 1 320       | 3,76        |  |
| Exprimés       | Exprimés        | Exprimés       | 36 114       | 98,63        | 33 742      | 96,24       |  |

#### Deuxième circonscription (Grenoble-Sud)
| Candidat       | Candidat        | Parti          | Premier tour | Premier tour | Second tour | Second tour |  |
| Candidat       | Candidat        | Parti          | Voix         | %            | Voix        | %           |  |
| -------------- | --------------- | -------------- | ------------ | ------------ | ----------- | ----------- |  |
|                | Jean Vanier élu | UNR            | 12 749       | 26,63        | 33 251      | 70,99       |  |
|                | André Dufour    | PCF            | 11 243       | 23,48        | 13 589      | 29,01       |  |
|                | Robert Saul     | CNIP           | 10 134       | 21,16        | Retrait     | Retrait     |  |
|                | Alix Berthet    | SFIO           | 7 063        | 14,75        | Retrait     | Retrait     |  |
|                | Germaine Voisin | MRP            | 3 788        | 7,91         | Retrait     | Retrait     |  |
|                | François Lanat  | Modérés        | 2 024        | 4,23         |             |             |  |
|                | Lucien Borie    | CR             | 606          | 1,27         |             |             |  |
|                | Roger Lefèvre   | Divers         | 274          | 0,57         |             |             |  |
|                |                 |                |              |              |             |             |  |
| Inscrits       | Inscrits        | Inscrits       | 65 962       | 100,00       | 65 960      | 100,00      |  |
| Abstentions    | Abstentions     | Abstentions    | 17 311       | 26,24        | 17 788      | 26,97       |  |
| Votants        | Votants         | Votants        | 48 651       | 73,76        | 48 172      | 73,03       |  |
| Blancs et nuls | Blancs et nuls  | Blancs et nuls | 770          | 1,58         | 1 332       | 2,77        |  |
| Exprimés       | Exprimés        | Exprimés       | 47 881       | 98,42        | 46 840      | 97,23       |  |

#### Troisième circonscription (Vizille)
| Candidat       | Candidat           | Parti          | Premier tour | Premier tour | Second tour | Second tour |  |
| Candidat       | Candidat           | Parti          | Voix         | %            | Voix        | %           |  |
| -------------- | ------------------ | -------------- | ------------ | ------------ | ----------- | ----------- |  |
|                | André Gauthier élu | Radsoc         | 12 072       | 32,99        | 24 679      | 68,96       |  |
|                | Élise Grappe       | PCF            | 9 257        | 25,3         | 11 109      | 31,04       |  |
|                | Jean Landru        | SFIO           | 7 573        | 20,7         | Retrait     | Retrait     |  |
|                | Louis Rachel       | UNR            | 3 521        | 9,62         | Retrait     | Retrait     |  |
|                | Paul Chamoux       | CR             | 2 288        | 6,25         | Retrait     | Retrait     |  |
|                | Jules Vallier      | Radsoc         | 1 877        | 5,13         | Retrait     | Retrait     |  |
|                |                    |                |              |              |             |             |  |
| Inscrits       | Inscrits           | Inscrits       | 50 233       | 100,00       | 50 234      | 100,00      |  |
| Abstentions    | Abstentions        | Abstentions    | 13 192       | 26,26        | 13 749      | 27,37       |  |
| Votants        | Votants            | Votants        | 37 041       | 73,74        | 36 485      | 72,63       |  |
| Blancs et nuls | Blancs et nuls     | Blancs et nuls | 453          | 1,22         | 697         | 1,91        |  |
| Exprimés       | Exprimés           | Exprimés       | 36 588       | 98,78        | 35 788      | 98,09       |  |

#### Quatrième circonscription (Grenoble-Nord)
| Candidat       | Candidat              | Parti                     | Premier tour | Premier tour | Second tour | Second tour |  |
| Candidat       | Candidat              | Parti                     | Voix         | %            | Voix        | %           |  |
| -------------- | --------------------- | ------------------------- | ------------ | ------------ | ----------- | ----------- |  |
|                | Raymond Tézier        | SFIO                      | 8 396        | 24,7         | 12 396      | 34,76       |  |
|                | Clément Bourne élu    | CNIP                      | 7 451        | 21,92        | 17 404      | 48,81       |  |
|                | Raymond Perinetti     | PCF                       | 5 645        | 16,6         | 5 859       | 16,43       |  |
|                | Fréjus Michon         | MRP                       | 4 979        | 14,65        | Retrait     | Retrait     |  |
|                | Ferdinand Brun        | Radsoc                    | 2 899        | 8,53         | Retrait     | Retrait     |  |
|                | Alban Fagot           | Divers droite (Gaulliste) | 1 498        | 4,41         |             |             |  |
|                | Jean-Louis de Camaret | UFF                       | 1 286        | 3,78         |             |             |  |
|                | Gaston Guiboud-Ribaud | UNR                       | 1 243        | 3,66         |             |             |  |
|                | Jean Rafine           | CR                        | 599          | 1,76         |             |             |  |
|                |                       |                           |              |              |             |             |  |
| Inscrits       | Inscrits              | Inscrits                  | 49 238       | 100,00       | 49 237      | 100,00      |  |
| Abstentions    | Abstentions           | Abstentions               | 14 640       | 29,73        | 13 111      | 26,63       |  |
| Votants        | Votants               | Votants                   | 34 598       | 70,27        | 36 126      | 73,37       |  |
| Blancs et nuls | Blancs et nuls        | Blancs et nuls            | 602          | 1,74         | 467         | 1,29        |  |
| Exprimés       | Exprimés              | Exprimés                  | 33 996       | 98,26        | 35 659      | 98,71       |  |

#### Cinquième circonscription (Vienne-Nord)
| Candidat       | Candidat         | Parti          | Premier tour | Premier tour | Second tour | Second tour |  |
| Candidat       | Candidat         | Parti          | Voix         | %            | Voix        | %           |  |
| -------------- | ---------------- | -------------- | ------------ | ------------ | ----------- | ----------- |  |
|                | Noël Chapuis élu | MRP            | 16 000       | 43,35        | 22 597      | 60,63       |  |
|                | Lucien Hussel    | SFIO           | 9 289        | 25,17        | 8 290       | 22,24       |  |
|                | Maurice Maron    | PCF            | 6 149        | 16,66        | 6 384       | 17,13       |  |
|                | Jean Olagnon     | Extrême droite | 3 931        | 10,65        | Retrait     | Retrait     |  |
|                | Robert Salard    | Modérés        | 1 537        | 4,16         |             |             |  |
|                |                  |                |              |              |             |             |  |
| Inscrits       | Inscrits         | Inscrits       | 51 438       | 100,00       | 51 425      | 100,00      |  |
| Abstentions    | Abstentions      | Abstentions    | 13 793       | 26,81        | 13 577      | 26,4        |  |
| Votants        | Votants          | Votants        | 37 645       | 73,19        | 37 848      | 73,6        |  |
| Blancs et nuls | Blancs et nuls   | Blancs et nuls | 739          | 1,96         | 577         | 1,52        |  |
| Exprimés       | Exprimés         | Exprimés       | 36 906       | 98,04        | 37 271      | 98,48       |  |

#### Sixième circonscription (Vienne-Sud)
| Candidat       | Candidat             | Parti          | Premier tour | Premier tour | Second tour | Second tour |  |
| Candidat       | Candidat             | Parti          | Voix         | %            | Voix        | %           |  |
| -------------- | -------------------- | -------------- | ------------ | ------------ | ----------- | ----------- |  |
|                | Raymond Bouillol élu | CNIP           | 7 641        | 20,77        | 20 380      | 54,95       |  |
|                | André Ferréol        | PCF            | 6 295        | 17,11        | 8 141       | 21,95       |  |
|                | Jean Bernard         | MRP            | 5 560        | 15,11        | Retrait     | Retrait     |  |
|                | Louis Montagnat      | Radsoc         | 4 887        | 13,28        | 8 568       | 23,1        |  |
|                | Jean Blein           | Modérés        | 4 824        | 13,11        | Retrait     | Retrait     |  |
|                | Victor Goudard       | SFIO           | 3 708        | 10,08        | Retrait     | Retrait     |  |
|                | Joannès Ruf          | UFF            | 1 834        | 4,99         |             |             |  |
|                | Robert Duboscq       | UNR            | 1 686        | 4,58         |             |             |  |
|                | René Bisch           | Modérés        | 351          | 0,95         |             |             |  |
|                |                      |                |              |              |             |             |  |
| Inscrits       | Inscrits             | Inscrits       | 52 038       | 100,00       | 52 073      | 100,00      |  |
| Abstentions    | Abstentions          | Abstentions    | 14 676       | 28,2         | 14 410      | 27,67       |  |
| Votants        | Votants              | Votants        | 37 362       | 71,8         | 37 663      | 72,33       |  |
| Blancs et nuls | Blancs et nuls       | Blancs et nuls | 576          | 1,54         | 574         | 1,52        |  |
| Exprimés       | Exprimés             | Exprimés       | 36 786       | 98,46        | 37 089      | 98,48       |  |

#### Septième circonscription (Bourgoin-Jallieu)
| Candidat       | Candidat            | Parti          | Premier tour | Premier tour | Second tour | Second tour |  |
| Candidat       | Candidat            | Parti          | Voix         | %            | Voix        | %           |  |
| -------------- | ------------------- | -------------- | ------------ | ------------ | ----------- | ----------- |  |
|                | François Perrin élu | CNIP           | 18 193       | 40,7         | 25 208      | 56,58       |  |
|                | Henri Durand        | PCF            | 8 390        | 18,77        | 10 049      | 22,55       |  |
|                | Pierre Grataloup    | Radsoc         | 6 660        | 14,9         | Retrait     | Retrait     |  |
|                | Paul Ribeaud        | UNR            | 4 824        | 10,79        | 9 299       | 20,87       |  |
|                | Jean Rabatel        | MRP            | 4 336        | 9,7          | Retrait     | Retrait     |  |
|                | Edmond Barthélemy   | UFD            | 2 291        | 5,13         | Retrait     | Retrait     |  |
|                | Marcel Varvier      | Divers         | 7            | 0,02         |             |             |  |
|                |                     |                |              |              |             |             |  |
| Inscrits       | Inscrits            | Inscrits       | 66 014       | 100,00       | 65 978      | 100,00      |  |
| Abstentions    | Abstentions         | Abstentions    | 20 651       | 31,28        | 20 688      | 31,36       |  |
| Votants        | Votants             | Votants        | 45 363       | 68,72        | 45 290      | 68,64       |  |
| Blancs et nuls | Blancs et nuls      | Blancs et nuls | 662          | 1,46         | 734         | 1,62        |  |
| Exprimés       | Exprimés            | Exprimés       | 44 701       | 98,54        | 44 556      | 98,38       |  |